# Polygonella macrophylla
Polygonella macrophylla är en slideväxtart som beskrevs av John Kunkel Small. Polygonella macrophylla ingår i släktet Polygonella och familjen slideväxter. Inga underarter finns listade i Catalogue of Life.